# Ahorn (Horní Rakousy)
Ahorn je obec v rakouské spolkové zemi Horní Rakousy, v okrese Rohrbach, na jižních svazích Šumavy. Žije zde 505 obyvatel.

## Historie
Obec původně ležela ve východní části bavorského vévodství, od 13. století patřila rakouskému vévodství a od roku 1490 k rakouskému knížectví. První písemná zmínka o obci Ahornen je z roku 1430 a je úzce spjatá s historií hradu Piberstein. Od roku 1918 patří pod Horní Rakousy. Po připojení Rakouska k nacistickému Německu byla 13. března 1938 obec připojena k městu Helfenberg. V roce 1950 se osamostatnila. Od roku 2019 je opět spojena s obcí Helfenberg.